# Elztal
Elztal är en kommun i Neckar-Odenwald-Kreis i regionen Rhein-Neckar i Regierungsbezirk Karlsruhe i förbundslandet Baden-Württemberg i Tyskland. 
Kommunen bildades 1 januari 1973 genom en sammanslagning av kommunerna Auerbach, Dallau, Muckental och Neckarburken följt av Rittersbach 1 januari 1975.
Kommunen ingår i kommunalförbundet Mosbach tillsammans med staden Mosbach och kommunerna Neckarzimmern, och Obrigheim.